# Honey Boy (Purple Disco Machine e Benjamin Ingrosso)
Honey Boy è un singolo di Purple Disco Machine e Benjamin Ingrosso con la collaborazione di Nile Rodgers e Shenseea, estratto dall'album di Purple Disco Machine Paradise e di Ingrosso Pink Velvet Theatre ed è stato pubblicato il 3 maggio 2024.

## Video musicale
Il video è stato pubblicato in concomitanza con l'uscita del singolo, diretto da Alice Fassi.

## Tracce
1. Honey Boy (feat. Nile Rodgers & Shenseea) – 3:47

## Classifiche

### Classifiche settimanali
| Classifica (2024) | Posizione massima |
| ----------------- | ----------------- |
| Bielorussia       | 3                 |
| Estonia           | 20                |
| Kazakistan        | 6                 |
| Moldavia          | 86                |
| Norvegia          | 38                |
| Russia            | 1                 |
| Svezia            | 2                 |
| Ucraina           | 11                |

### Classifiche di fine anno
| Classifica (2024) | Posizione |
| ----------------- | --------- |
| Svezia            | 10        |